# Bretteville-sur-Dives

Bretteville-sur-Dives este o comună în departamentul Calvados, Franța. În 1 ianuarie 2018 avea o populație de 276 de locuitori.